# قاره قانغيرات
قاره قانغيرات هي بلدة في مقاطعة كسبي في ولاية قشقداريا في أوزبكستان.